# 李雪主
李雪主（朝鲜语：／ Ri Seol-Ju，1989年9月28日—），曾譯李雪珠、李雪洙，是朝鲜民主主义人民共和国第三代最高領導人金正恩之妻，現任朝鮮民主主義人民共和國第一夫人。

## 生平

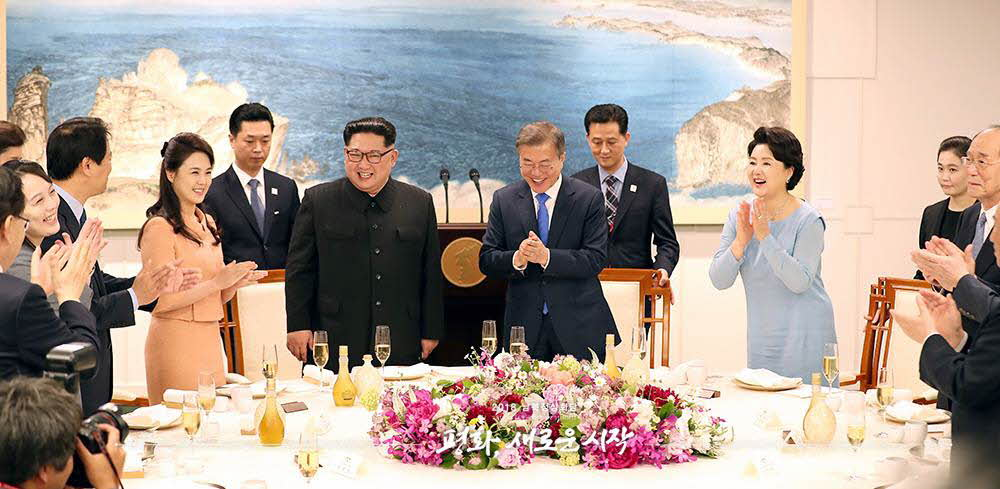
李雪主、金正恩、文在寅、金正淑等人出席2018年朝韓首腦會晤晚宴

李雪主的具體身份尚不明瞭。有報導稱其出生于咸镜北道清津市水南区域，李雪主的父親為空軍飛行員，母親是一名中學教師。而李雪主曾就讀朝鲜最大的藝術學校、金星第二中學的專科班。2012年時23歲，身高1.64米左右。李被認為曾參與人民保安部協奏團、並與2011年前在朝鮮演奏大眾音樂的管弦樂團“銀河管弦樂團”（2009年組織成立）活躍的一名歌手是同一人。
2005年9月，大韩民国仁川市主辦第十六屆亞洲田徑錦標賽，李雪主曾以朝鲜代表團啦啦隊員身份，隨團訪問韩国。
2010年10月，李雪主首次出现在朝鲜劳动党建党65周年的庆祝演唱会上。2011年2月17日在春节晚会上最后一次演出，当时金正日、金正恩父子与中国外交官员观看了节目。
2012年7月6日，李雪主曾与金正恩一同观看了新组建的牡丹峰乐团的示范演出，当月15日与金正恩一同视察了庆上幼儿园，24日与金正恩參加绫罗人民遊樂場的竣工典禮，並獲官方確認她為金正恩的妻子。25日，朝鲜媒体首次公布李雪主的身份。
同年10月中旬，有分析人士认为，直到10月11日接连39天未见其踪影的李雪主可能因为着装时未佩戴金日成像章和金正日像章而被软禁在家，或遭封殺。
据朝中社10月30日报道，朝鲜劳动党第一书记金正恩及其夫人李雪主29日观看为纪念金日成军事综合大学成立60周年的牡丹峰乐团演出。韩联社称，这是朝鲜第一夫人李雪主时隔50天再次亮相。李雪主當天身著厚外套，腹部隆起，被廣泛認為懷有身孕，此前未露面是為安胎需要。2013年2月19日，李雪主生下一女。據與金正恩關係親密的美國籃球运动員丹尼斯·罗德曼称，該女孩的名字為主愛（曾音译作“朱愛”）。
2013年12月16日外國媒体报道金正恩姑丈张成泽与李雪主有染，而被金正恩执行死刑。但是2013年12月13日，朝鲜中央电视台播出的新纪录片，李雪主有露面；2013年12月15日，朝鲜官媒播出了李雪主的画面，她陪同金正恩出席金日成大学教授公寓竣工仪式，均表明此前传闻或有不实。但也有媒体，指出仅仅20秒钟的镜头，难以破除此前的与张成泽有染的传闻。之后的2013年12月17日，金正日逝世两周年追悼会上李雪主也没有露面。
2014年4月15日，朝鲜中央电视台播放了金正恩在“太陽節”（金日成生日）参拜锦绣山太阳宫，随同参拜的有李雪主、朝鮮人民軍总政治局長崔龙海、总参谋长李永吉、人民武力部長张正男、国家安全保衛部長金元弘、人民保安部長崔富日、总参謀部作战局長边仁善、人民武力部第一副部長徐洪灿等。
2015年後李雪主大量出席所有金正恩出席的場合，以第一夫人的身份露面。于2016年下半年大舉出席多個軍事演習場合與金正恩一起接受軍禮，12月份朝鮮電視播放了兩人再次一同出席年度空軍飛行大賽。2018年3月、6月及2019年1月，李雪主陪同金正恩出访中国。2018年4月，赴板门店韩方一侧参加朝韩首脑会晤晚宴。
2020年1月25日，李雪主在三池渊剧场观看春节纪念演出后便未有公开露面，直到2021年2月16日，陪同金正恩在万寿台艺术剧场观看纪念演出，才再次露面。
2025年6月24日，李雪主出席元山葛麻海岸旅遊區竣工儀式，這是李雪主時隔一年半再次公開露面，李雪主上次公開露面是在2024年的北韓新年演出之時。自2024年以來，李雪主的公開露面頻率有被管控，韓聯社推測此舉是北韓政府爲塑造金主愛的公衆形象。北韓大學院大學校校長梁茂進推測，李雪主的露面次數被限制是顯現金主愛的存在，而李雪主時隔一年半後再次露面對外傳達「金氏家族穩定」的訊息，並希冀此訊息可以延伸至整個北韓社會確保北韓政府的穩定。